# Falla Azores-Gibraltar
La falla de Azores-Gibraltar o falla transformante de Azores-Gibraltar, llamada también Zona de falla de Azores-Gibraltar, es una gran falla geológica que se extiende hacia el este desde el final del "rift" de Terceira en las Azores, prolongándose hacia el estrecho de Gibraltar hacia el mar Mediterráneo. Esta forma parte del límite de placas entre la placa Euroasiática y la placa Africana. El tramo situado al este del estrecho de Gibraltar está pobremente estudiado y es habitual considerarlo un límite "difuso". En algunos puntos cerca de la península itálica algunos geólogos creen que la falla conecta con una zona de subducción donde la placa africana está subduciendo lentamente por debajo de la placa euroasiática.
La falla se mueve de forma lateral aproximadamente a un ritmo de 4 mm anuales, pero en los segmentos orientales aparecen puntos en compresión.
Esta falla es el origen del gran terremoto de Lisboa de 1755 y probablemente también de cinco otros terremotos con Mw {\displaystyle \thickapprox } 8, los que ocurrieron el 31 de marzo de 1761, el 2 de febrero de 1816, el 25 de noviembre de 1941, el 28 de febrero de 1969 y el 26 de mayo de 1975.